# 301. pr. Kr.
◄ | 5. stoljeće pr. Kr. | 4. stoljeće pr. Kr. | 3. stoljeće pr. Kr. | ►
◄ | 330-ih pr. Kr. | 320-ih pr. Kr. | 310-ih pr. Kr. | 300-ih pr. Kr. | 290-ih pr. Kr. | 280-ih pr. Kr. | 270-ih pr. Kr. | ►
◄◄ | ◄ | 304. pr. Kr. | 303. pr. Kr. | 302. pr. Kr. | 301 pr. Kr. | 300. pr. Kr. | 299. pr. Kr. | 298. pr. Kr. | ► | ►►
Astronomija

## Događaji
- U velikoj bitci kod Ipsa, Antigon i Demetrije I. Poliorket su poraženi od Lizimaha i Seleuka
- Lizimah gradu Antigoniea na Mramornom moru daje ime Niceja i obnavlja ga
- Seleuk u novoosvojenoj Siriji osniva grad Antiohiju koji uskoro postaje najvažniji grad Seleukidskog carstva umjesto dotadašnje Seleukije

## Smrti
- Antigon, dijadoški kralj u Aleksandrovom carstvu, pogiba u Bitci kod Ipsa